# Walters (Familienname)
Walters ist ein deutscher Familienname.

## Namensträger
- Albert Edward Walters (1870–1956), britischer Radrennfahrer
- Anderson Howell Walters (1862–1927), US-amerikanischer Politiker
- Arthur Walters (1865–1941), englischer Fußballspieler
- Ashley Walters (* 1982), britischer Rapper und Schauspieler
- Barbara Walters (1929–2022), US-amerikanische Journalistin
- Brandon Walters (* 1996), australischer Schauspieler
- Catherine Walters (Skittles; 1839–1920), britische Trendsetterin
- Charles Walters (1911–1982), US-amerikanischer Filmregisseur und Choreograf
- Curran Walters (* 1998), US-amerikanischer Schauspieler
- Dale Walters (* 1963), kanadischer Boxer und Schauspieler
- Damien Walters (* 1982), britischer Turner, Stuntman und Freerunner
- Dan Walters (1966–2020), US-amerikanischer Baseballspieler
- Dave Walters (Rugbyspieler) (* 1968), simbabwischer Rugby-Union-Spieler
- Dave Walters (* 1987), US-amerikanischer Schwimmer, siehe David Walters (Schwimmer)
- David Walters (* 1951), US-amerikanischer Politiker (Oklahoma)
- David Walters (Schwimmer) (* 1987), US-amerikanischer Schwimmer
- Eddie Walters (um 1905–nach 1939), US-amerikanischer Jazzmusiker
- Eric Walters (* 1957), kanadischer Kinder- und Jugendbuchautor
- Errol Walters (* 1956), jamaikanischer Radrennfahrer
- Franz Walters (1939–2021), österreichischer Puppenspieler, Kabarettist und Schauspieler
- George Stanfield Walters (1838–1924), britischer Maler
- Glenn M. Walters (* 1957), US-amerikanischer General
- Greg Walters (* 1980), deutscher Schriftsteller
- Harold L. Walters (1918–1984), US-amerikanischer Komponist
- Hellmut Walters (1930–1985), deutscher Lehrer und Schriftsteller
- Henry Walters (1848–1931), US-amerikanischer Industrieller und Kunstsammler
- Henry Walters (Fußballspieler) (1925–1994), englischer Fußballspieler
- Henry Beauchamp Walters (1867–1944), britischer Klassischer Archäologe
- Herbert Sanford Walters (1881–1973), US-amerikanischer Politiker
- James Walters (* 1969), US-amerikanischer Schauspieler und Musiker
- John Walters (Leichtathlet) (* 1939), britischer Kugelstoßer
- John Walters (Produzent) (1939–2001), britischer Rundfunkproduzent, Moderator und Musiker
- John Walters (Jurist) (* 1956), namibischer Jurist
- John Walters (Ruderer), US-amerikanischer Ruderer
- John L. Walters, britischer Musikjournalist, Herausgeber, Produzent und Komponist
- John P. Walters (* 1952), US-amerikanischer Politikwissenschaftler, Hochschullehrer und Regierungsbeamter
- John Tudor Walters (1866–1933), britischer Politiker
- Johnnie M. Walters († 2014), US-amerikanischer Jurist und Staatsbediensteter
- Jonathan Walters (* 1983), englisch-irischer Fußballspieler
- Julie Walters (* 1950), britische Schauspielerin
- Larry Walters (Lawnchair Larry; 1949–1993), US-amerikanischer Ballonfahrer
- Len Walters (* 1947), britischer Sprinter
- Lewis Walters (* 1988), englisch-jamaikanischer Squashspieler
- Luana Walters (1912–1963), US-amerikanische Schauspielerin
- Mark Walters (Fußballspieler) (* 1964), englischer Fußballspieler
- Mark Walters (Radsportler) (* 1976), kanadischer Radrennfahrer
- Melanie Walters (* 1963), walisische Schauspielerin
- Melora Walters (* 1968), US-amerikanische Schauspielerin
- Michael Walters (Footballspieler) (* 1991), australischer Australian-Football-Spieler
- Michael Charles Walters (Mike Walters; * 1957), US-amerikanischer Baseballspieler
- Michael P. Walters (1942–2017), britischer Ornithologe
- Miķelis Walters (1874–1968), lettischer Politiker, siehe Miķelis Valters
- Mimi Walters (Schauspielerin) (1926–2014), US-amerikanische Schauspielerin und Tänzerin
- Mimi Walters (Politikerin) (Marian E. Krogius Walters; * 1962), US-amerikanische Politikerin
- Minette Walters (* 1949), englische Schriftstellerin
- Nicholas Walters (Boxer) (* 1986), jamaikanischer Boxer
- Nick Walters (Musiker) (* um 1985), britischer Jazzmusiker
- Nick Walters (Eishockeyspieler) (Nicholas Walters; * 1994), deutsch-kanadischer Eishockeyspieler
- Patty Walters (* 1991), US-amerikanischer Rockmusiker und Webvideoproduzent
- Percy Walters (1863–1936), englischer Fußballspieler
- Phil Walters (1916–2000), US-amerikanischer Autorennfahrer, Konstrukteur und Segler
- Ralph M. Walters (* 1926), Pseudonym von Walther Ilmer, deutscher Dolmetscher, Schriftsteller und Karl-May-Forscher
- Rex Walters (* 1970), US-amerikanischer Basketballspieler
- Richard Walters, bekannt als Slick Rick (* 1965), US-amerikanischer Rap-Musiker
- Richard Walters (Songwriter) (* 1983), britischer Sänger und Songwriter
- Richard H. Walters (1918–1967), US-amerikanischer Psychologe
- Ron Walters (* 1943), US-amerikanischer Rennrodler
- Samuel Walters (1811–1882), englischer Maler
- Shu-Aib Walters (* 1981), südafrikanischer Fußballtorhüter
- Sonny Walters (1924–1970), englischer Fußballspieler
- Stephen Walters (* 1975), britischer Schauspieler
- Susan Walters (* 1963), US-amerikanische Schauspielerin
- Teddy Walters (um 1920–nach 1947), US-amerikanischer Musiker
- Thorley Walters (1913–1991), englischer Schauspieler
- Toddy Walters (* 1969), US-amerikanische Schauspielerin, Sängerin und Songwriterin
- Vernon A. Walters (1917–2002), US-amerikanischer Soldat, Geheimdienstler und Diplomat
- Vladimir Walters (1927–1987), US-amerikanischer Ichthyologe
- Waltmann Walters (1895–1988), US-amerikanischer Chirurg
- Wes Walters (1928–2014), australischer Maler
- William Walters (1907–1994), südafrikanischer Sprinter